# Toronto Star
Toronto Star é um jornal canadense em formato standard diário. É o jornal de maior circulação do Canadá em circulação semanal; embora seja o segundo depois do The Globe and Mail em circulação diária em dias de semana e aos sábados, ele ultrapassa o Globe em circulação semanal porque publica uma edição de domingo, enquanto o concorrente não. A Toronto Star Newspapers Ltd., uma divisão da Star Media Group, uma subsidiária da Torstar Corporation, é quem controla a publicação.
O The Star (originalmente conhecida como Evening Star e, em seguida, como Daily Star Toronto) foi criado em 1892, batendo o Toronto News em circulação e leitores. Era então liderado pelo futuro prefeito de Toronto e reformador social Horatio Clarence Hocken, que se tornou o fundador do jornal, juntamente com outro futuro prefeito, Jimmy Simpson.